# Dave Dunn
David George „Dave“ Dunn (* 19. August 1948 in Moosomin, Saskatchewan) ist ein ehemaliger kanadischer Eishockeyspieler und -trainer, der in seiner aktiven Zeit von 1966 bis 1978 unter anderem für die Vancouver Canucks und Toronto Maple Leafs in der National Hockey League und die Winnipeg Jets in der World Hockey Association gespielt hat.

## Karriere
Dave Dunn begann seine Karriere als Eishockeyspieler in der Mannschaft der University of Saskatchewan, in der er von 1966 bis 1970 aktiv war. Anschließend erhielt er einen Vertrag bei den Vancouver Canucks, die neu in die National Hockey League aufgenommen wurden. Zunächst spielte er jedoch in den folgenden drei Jahren für deren Farmteams, die Rochester Americans aus der American Hockey League und die Seattle Totems aus der Western Hockey League, ehe der Verteidiger in der Saison 1973/74 sein NHL-Debüt für Vancouver gab. In seinem Rookiejahr erzielte der Kanadier in 68 Spielen insgesamt 33 Scorerpunkte, darunter elf Tore, für die Canucks. In der folgenden Spielzeit absolvierte Dunn nur eine Partie für Vancouver, ehe er am 16. Oktober 1974 im Tausch für Garry Monahan und John Grisdale an die Toronto Maple Leafs abgegeben wurde.
Mit dem Team aus Ontario erreichte Dunn in den folgenden beiden Spielzeiten jeweils die NHL-Playoffs, in denen er in 10 Spielen ein Tor erzielte und eine Vorlage gab. Zudem stand der Kanadier in der Saison 1975/76 in neun Spielen für die Oklahoma City Blazers aus der Central Hockey League auf dem Eis. Im Sommer 1976 wechselte Dunn in die mit der NHL in Konkurrenz stehende World Hockey Association, in der er zwei Jahre lang für die Winnipeg Jets aktiv war, mit denen er in der Saison 1977/78 zum Abschluss seiner aktiven Laufbahn die Avco World Trophy gewann.
Im Anschluss kehrte Dunn zu seinem Ex-Club Vancouver Canucks zurück, für die er von 1978 bis 1981 als Assistenztrainer arbeitete, ehe er sich aus dem Eishockey zurückzog.

## Erfolge und Auszeichnungen
- 1973 WHL First All-Star Team
- 1973 Hal Laycoe Cup
- 1978 Avco-World-Trophy-Gewinn mit den Winnipeg Jets